# Drepanidae

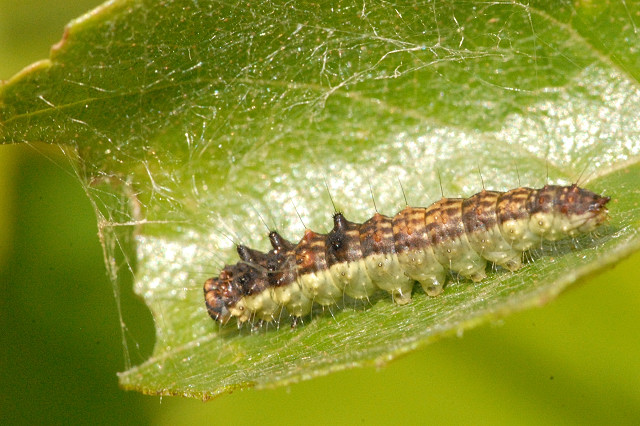
Drepana.curvatula, larva

Drepanidae es una familia de lepidópteros con unas 1000 especies registradas en todo el mundo. Se dividen generalmente en tres subfamilias (Minet and Scoble, 1999) que comparten el mismo tipo de órgano auditivo. Thyatirinae, previamente en su propia familia, tienen una semejanza superficial con Noctuidae. Muchas especies de este grupo tienen un ápice distintivo en forma de gancho en las alas anteriores, dando lugar a su nombre común en inglés "hook-tips".

## Taxonomía

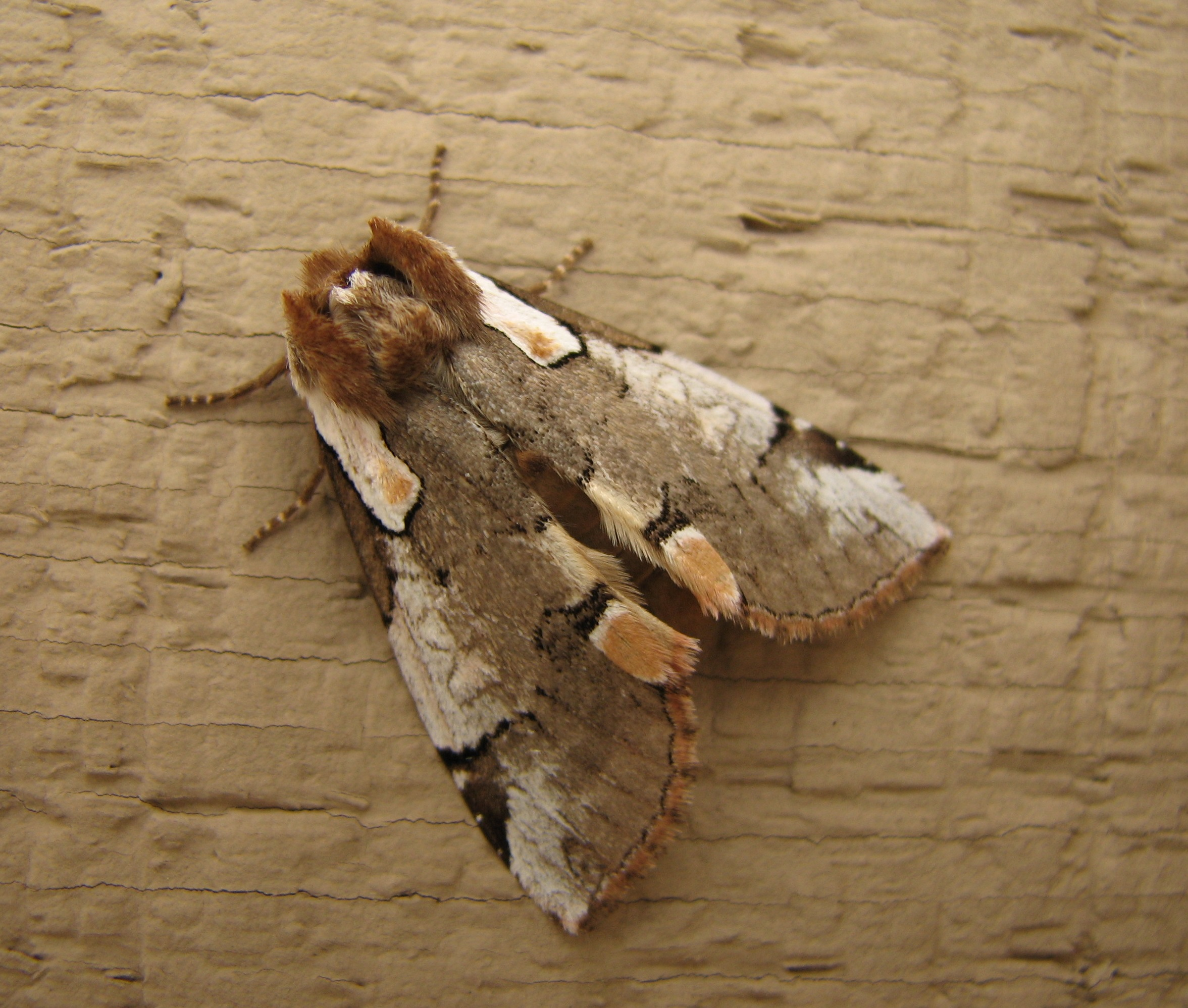
Euthyatira lorata

- Subfamilia Drepaninae
- Subfamilia Thyatirinae
- Subfamilia Cyclidiinae
- Géneros sin designar la subfamilia
  - Hypsidia Rothschild, 1896
  - Yucilix Yang, 1978